# كارست (مدينة)
كارست (بالألمانية: Kaarst) مدينة ألمانية في مقاطعة راين كرايس نويس بولاية نوردراين وستفاليا. يقدر عدد سكانها بـ 41,816 نسمة.

## التاريخ
عاش الكلت في المنطقة قبل العام 100 ق.م. جاء الإفرنج لاحقاً إلى هذه المنطقة كما ذلك تثبت قبور تعود للقرن السابع. أول وثيقة مكتوبة هي حياة أسقف مونستر الأول. وتصف كيف مشى الأسقف لودغر من بوديكا عبر غابة همريتي. وبوديكا هو الاسم القديم لبوتغن وهي الآن قرية تابعة لمدينة كارست.
ذُكر كارست لأول مرة باسم «كارلسفورست» في العام 1218. وكان كارل اسماً شائعاً جداً لدى نبلاء الفرنجة. وكان أشهرهم الملك شارلمان ('كارل العظيم'). يزعم لوريه أن شارلمان هو من أسس كارست ولكن ذلك لم يثبت.
ولعل شارلمان قد استخدم غابة هماريتي في ممارسة الصيد مع رفاقه المقربين.
شهدت كارست وبوتغن حياة دينية مزدهرة في العصور الوسطى ولديهما الكنائس بنيت في القرن الثاني عشر. في القرون التالية تأثر المنطقة بسبب الحروب الكبيرة ودمرت كلا القريتين على يد شارل الجريء دوق بورغونيا (1474-1475)، وفي «حرب كولونيا» (من 1585 إلى 1586)، وفي حرب الثلاثين عاما (1618-1648). في مزرعة بالقرب بوتغن ولد يان فان فيرث سنة 1591 الذي أصبح جنرالاً شهيراً.
خلال حرب الثلاثين عاما، تعرضت كارست للهجوم عدة مرات من الجيوش المعادية، على سبيل المثال من شمال-هسن (تحالف شمال هسن مع السويد وفرنسا، بينما لم يفعل ذلك الجزء الجنوبي من هسن). في عام 1642، دخلت القوات الهسية المدينة وقتلوا بوحشية الواعظ المحلي ودمروا مساكن الكنيسة. ويقال أن الفلاحين أسروا بطريقة ما عدداً قليلاً من الجنود هسن، وبعد أن رأوا ما حدث في الكنيسة، أعدموا المعتدين على الفور.
بين عامي 1794 و1814 كان كارست جزءاً من فرنسا في عهد نابليون الأول.
بعد احتلال منطقة الراين أعاد الفرنسيون هيكلة المقاطعات في عام 1798 وأصبحت المدينة جزءا من كانتون نويس. من بقايا عهد نابليون الأول قناة نوردكنال، التي تم تصميمها لتصل بين نهري ماس والراين.
في عام 1936 كان سكان بوتغن حوالي 4400 نسمة، وكارست حوالي 2000 فقط.
في عام 1975 تم ضم قريتي كارست وبوتغن لتكونا مدينة كارست البالغ عدد قاطنيها الآن 33,500 نسمة.

## المدن التوأمة
مدن برلهبرغ و La Madeleine هي مدن توأمة لـكارست (شهرك).

## أعلام
- سيباستيان فولمر
- هانس بيتر كيلر
- بيرتي فوغتس